# Abadia de Nivelles

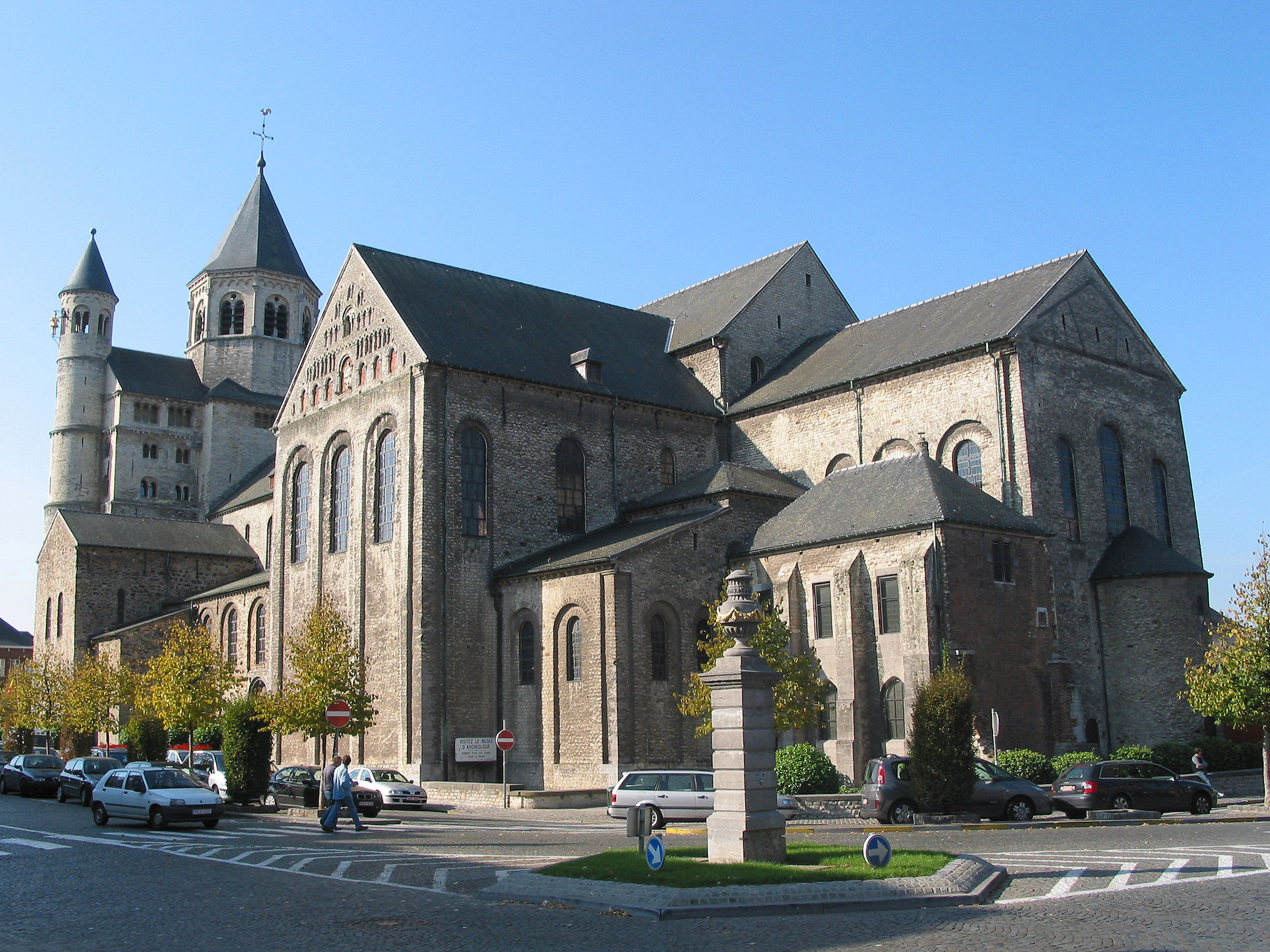
Abadia de Nivelles

A Abadia de Nivelles foi fundada cerca de 640 pela viúva de Pepino de Landen, Santa Ida de Nivelles. Gertrudes de Nivelles (626–659), a sua filha, foi a primeira abadessa. A sua sobrinha Vulfetrudes, filha de Grimoaldo I, sucedeu-lhe entre 659 e 669.
O local foi estudado arqueologicamente em 1941 e 1953.